# Оскар Молья
Оскар Молья (ісп. Oscar Moglia, 1 лютого 1935 — 8 жовтня 1989) — уругвайський баскетболіст.
Бронзовий призер Олімпійських Ігор 1956 року.
Чемпіон Південної Америки 1953, 1955 років, срібний призер 1958 року.